# Leonid Spirin
Leonid Vasilievich Spirin en ruso: Леонид Васильевич Спирин ( 21 de junio de 1932 – 23 de febrero de 1982) fue un atleta de la Unión Soviética especializado en la marcha atlética.
Fue el primer campeón olímpico de la historia en la prueba de 20 km marcha, hito que consiguió en los Juegos Olímpicos de 1956 celebrados en Melbourne, Australia.
Consiguió ser plusmarquista mundial el 7 de julio de 1959, distinción que sólo pudo conservar durante siete días, hasta que fue superado por Volodimir Golubnichi el 15 de julio de 1959.